# Grodzisko Pańskie (skały)
Grodzisko Pańskie – grupa skał na szczycie wzniesienia Grodzisko Pańskie w Dolinie Wodącej na Wyżynie Częstochowskiej. Skały znajdują się w lesie. Wśród wielu skał kilka z nich nadaje się do wspinaczki skalnej. Są to skały: Grodzisko Pańskie I, Grodzisko Pańskie  II, Grodzisko Pańskie III i Bezpańska I i Bezpańska II. Mają wysokość 8–18 m, ściany połogie, pionowe lub przewieszone. Są w nich takie formacje skalne, jak: filary, kominy, zacięcie.
Do skał z Doliny Wodącej prowadzi zielony Szlak Jaskiniowców.

Skałki z grupy Grodzisko Pańskie
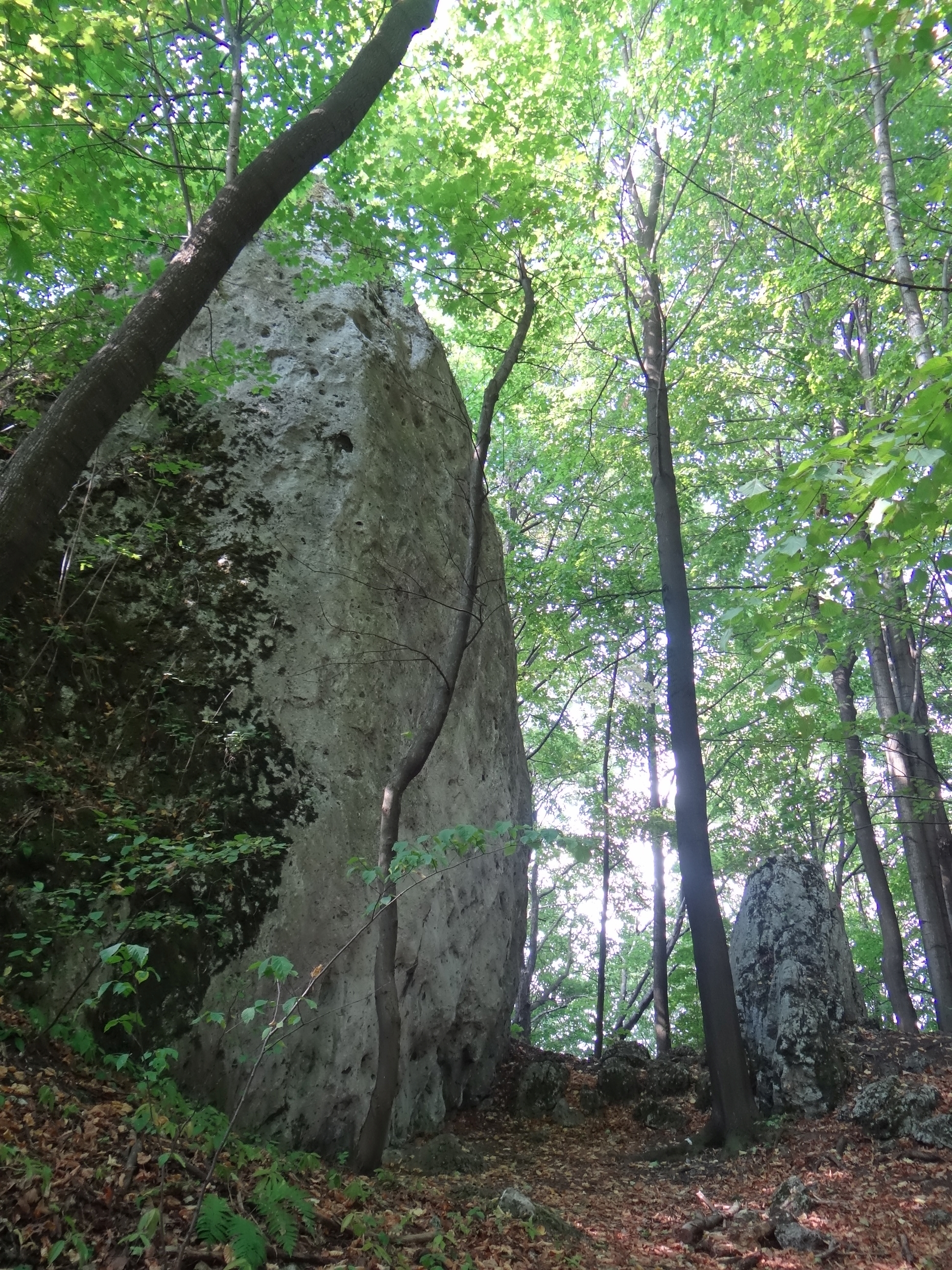
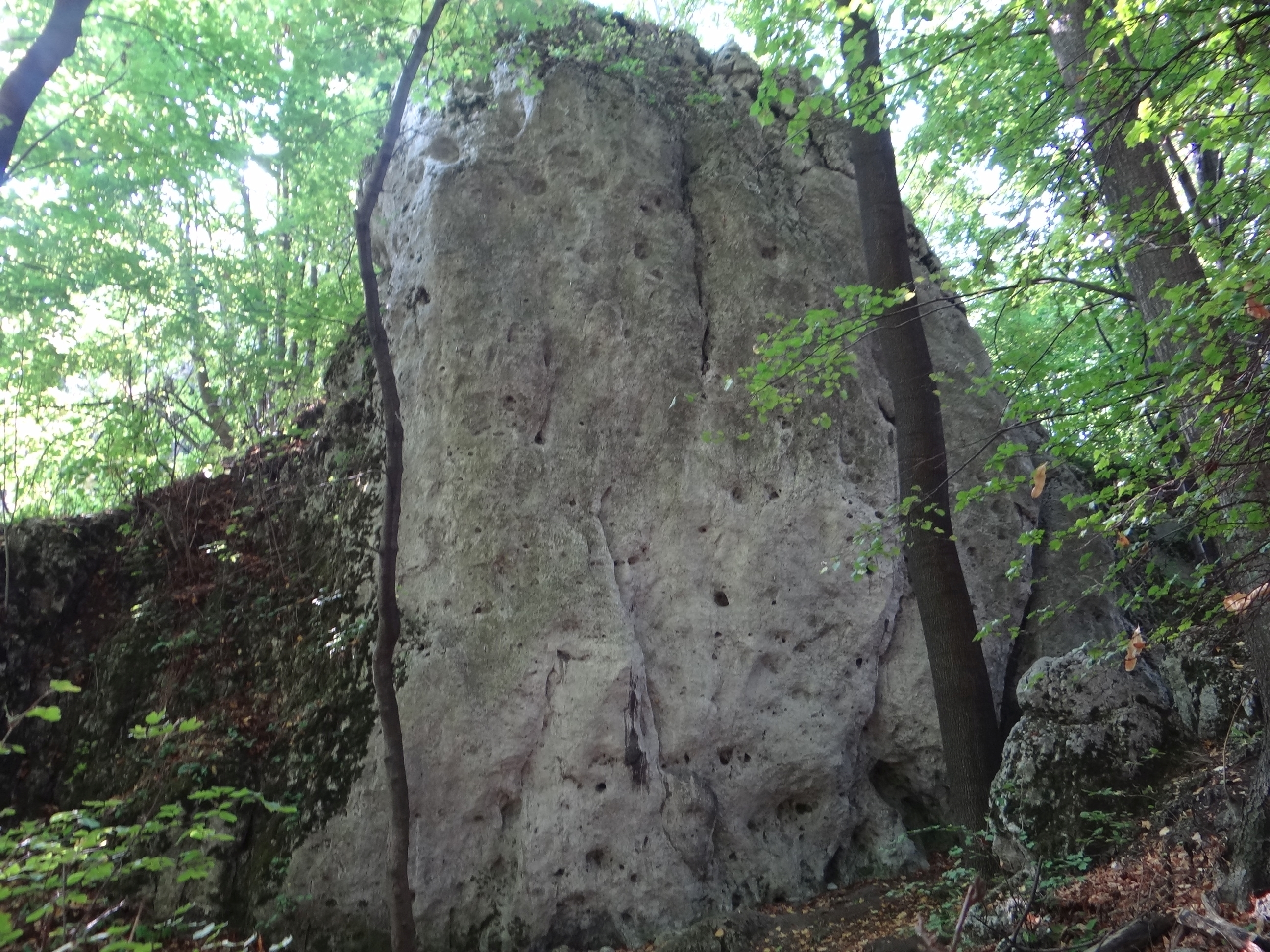
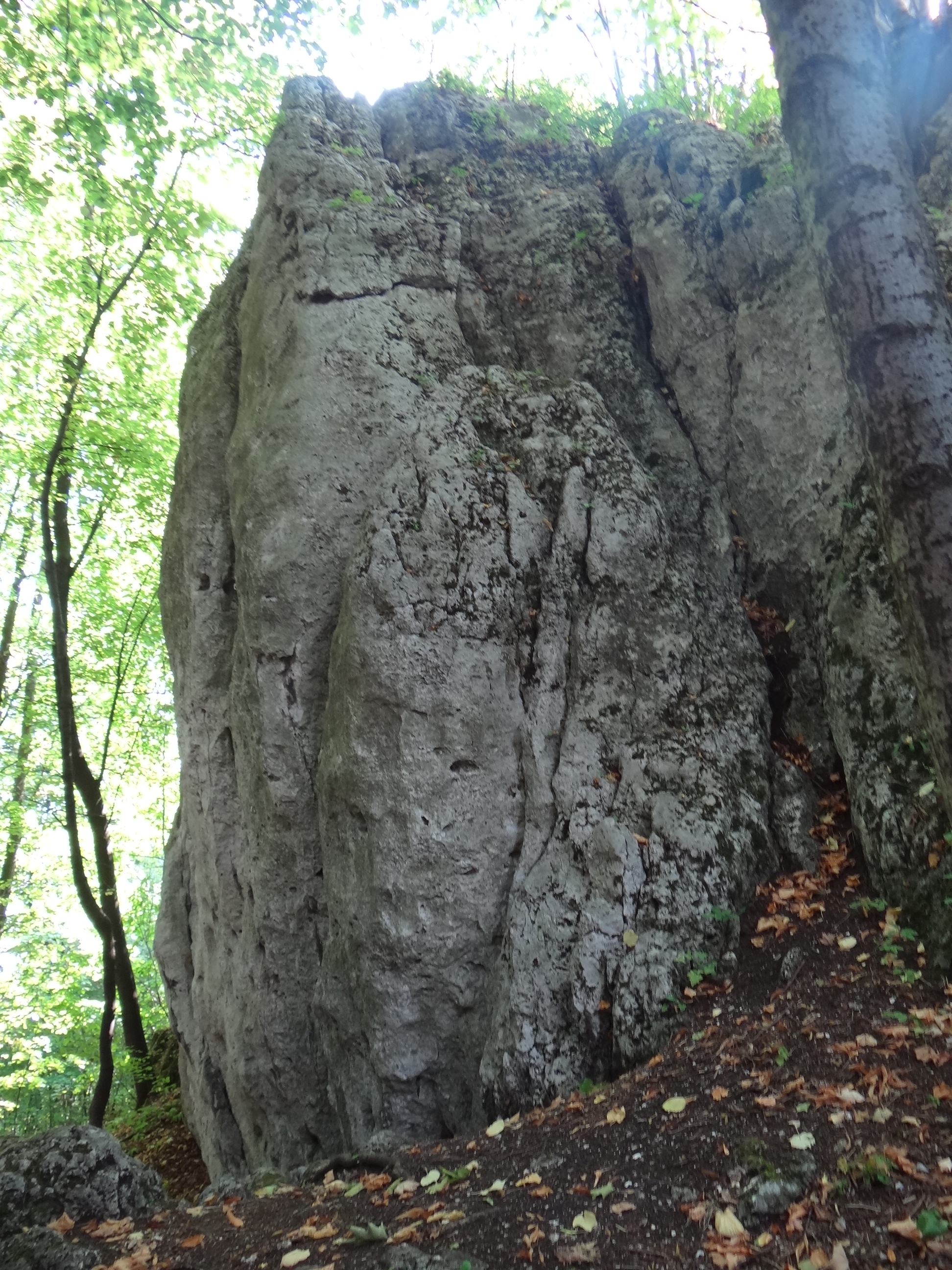
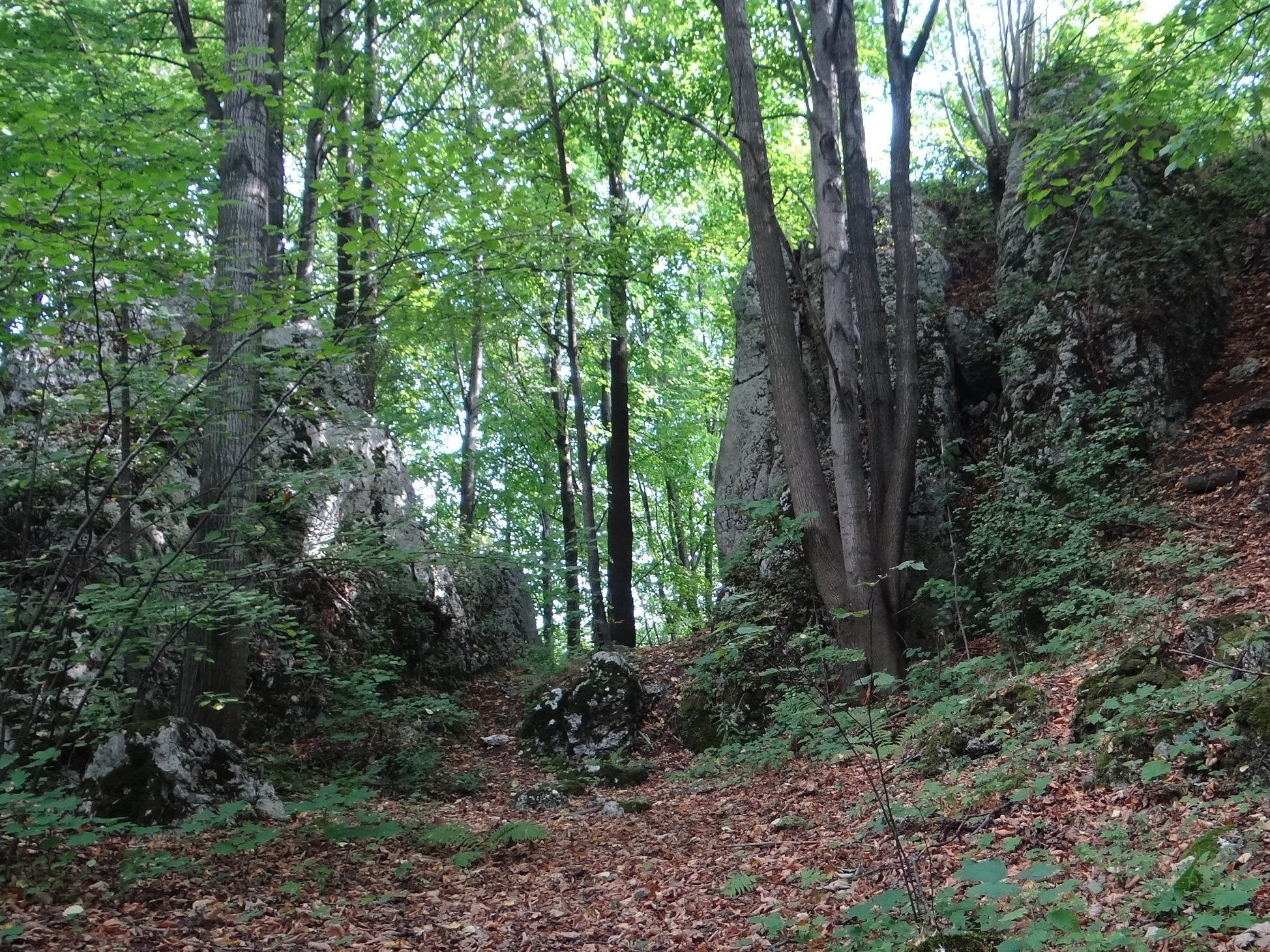
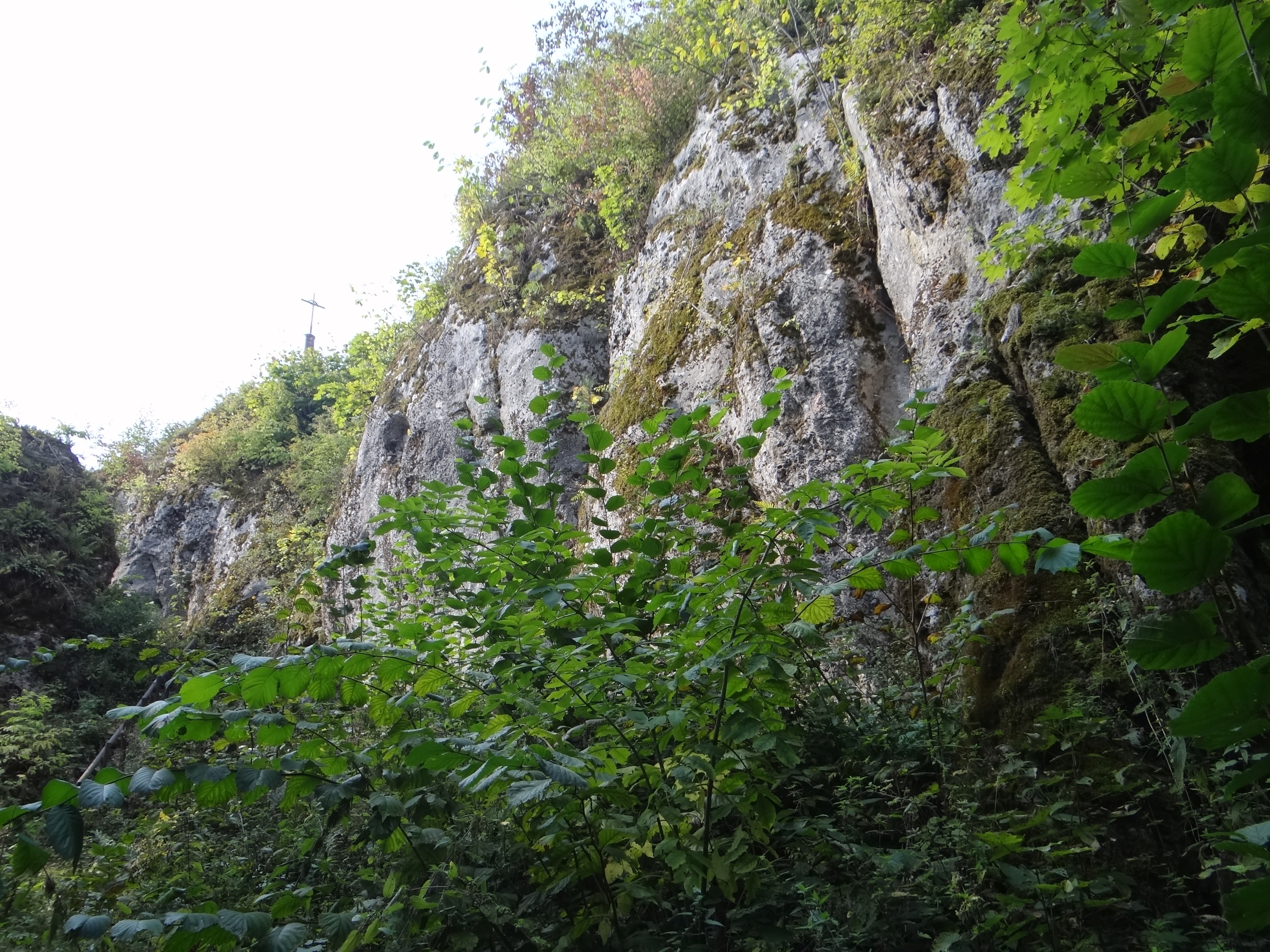

## Drogi wspinaczkowe
Na skałach Grodzisko Pańskie jest 17 dróg wspinaczkowych o stopniu trudności od V do VI.5 w skali Kurtyki. Drogi wspinaczkowe o wystawie północnej, południowej i wschodniej. Większość dróg ma zamontowane stałe punkty asekuracyjne: ringi (r), stanowisko zjazdowe (st) lub ring zjazdowy (rz).

Grodzisko Pańskie I
1. Solo na saksie; 4r + rz, VI+, 10 m
2. Solo na saksie; 3r + rz, VI+, 10 m
3. Solo z brzydulą; 4r + rz, VI+/1, 10 m
4. Solo na pięści; 2r + rz, VI.1+/2, 10 m
5. Solona Rysa; rz, VI, 10 m
6. Solona zupa; 3r + rz, VI.1+/2, 10 m

Grodzisko Pańskie II
1. Radio Patagonia; 3r + st, VI.2, 7 m
2. Zarysowanie; 3r + st, VI.1+, 8 m

Grodzisko Pańskie III
1. Skok w bok; VI, 7 m

Bezpańska I
1. In articulo mortis; VI.2, 16 m
2. Diagonal; VI.2+, 17 m
3. Bunga bunga; 5r + st, VI.5, 16 m
4. Lowelas; 6r + st, VI.1+, 16 m
5. Wyrywacz serc; 6r + st, VI.1+, 16 m

Bezpańska II
1. Wycieczka do Laosu; V+, 12 m
2. Syrena z Venus; 4r + st, VI.2+, 12 m
3. Bezpańskie jaja; 4r + st, VI.1, 12 m[2].